# Lisa K. Wyatt
Lisa K. Wyatt es una actriz  y comediante estadounidense. Según la biografía en su sitio oficial,  ha aparecido en más de 150 películas, series de televisión y créditos de teatro regional. En la quinta temporada del show, fue contratada como recurrente para el papel de Lynne, el interés amoroso de Kevin Malone, en NBC es The Office.

## Vida y carrera
Wyatt se graduó magna cum laude en la St. Olaf College en Northfield, Minnesota, con un grado en teatro (con una distinción departmental) y en matemáticas. Ha aparecido en las películas Legally Blonde (2001), Donnie Darko (2001), American Dreamz (2006) y Mr. Woodcock (2007). Tuvo un papel secundario en Southland Tales (2006), el cual se estrenó en el Festival de cine de Cannes en 2006. La película fue dirigida por Richard Kelly, quien había dirigido anteriormente a Wyatt en Donnie Darko; el personaje, Terri Riley, una mamá del fútbol que se convierte en una revolucionaria, fue  escrito específicamente para Wyatt.
Wyatt tuvo papeles recurrentes en las series de televisión Days of Our Lives y Passions, y ha también hizo apariciones en Ugly Betty, My Name Is Earl, A dos metros bajo tierra, Frasier, Reglas de Compromiso y Gilmore Girls. Wyatt también ha aparecido en anuncios, ha realizado doblaje y ha hecho monólogos en varios clubs de comedia en el área de Los Ángeles. Junto con su marido, Jim Blanchette,  entrena a otros actores en la técnica de interpretación llamada "The Mechanics of Believability" en el Acting Garage en el distrito de Van Nuys de Los Ángeles. Wyatt también diseña joyas para su compañía propia, "Lisa K. Wyatt: Joyas para todas las Estaciones".
Wyatt anteriormente apareció en un papel recurrente en la serie de la NBC La Oficina como Lynne, el interés amoroso de Kevin Malone. Ella primero apareció en el episodio "Blood Drive", donde ella conoce a Kevin en una fiesta de solteros. Wyatt apareció en el papel secundario de "Rhonda Martin" en La Caja, una película de terror estrenada el 6 de noviembre de 2009, protagonizada por Cameron Diaz, James Marsden y Frank Langella.